# Base antarctique Bellingshausen
Pour les articles homonymes, voir Bellingshausen.
La base antarctique Bellingshausen est une station de recherche russe située au sud-ouest de l'île du Roi-George, dans l'archipel des îles Shetland du Sud au large de l'Antarctique.

## Localisation et caractéristiques

Carte de l'île du Roi-George où figure la station.

Localisée aux coordonnées 62° 12′ S, 58° 58′ O, à une altitude de 15,8 m, la base est située à 100 mètres de la base Presidente Eduardo Frei Montalva.
En été, la base Bellingshausen accueille environ 38 habitants, et en hiver elle en compte environ 25. La base occupe une surface de 800 par 600 mètres avec quatorze édifices pour une surface de 25 236 m2, dont 324 sont réservés à loger les scientifiques.

## Histoire
La base a été inaugurée le 22 février 1968 et opère en continu depuis. Son nom lui fut donné en l'honneur de l'amiral et explorateur russe Fabian Gottlieb von Bellingshausen (1778-1852). Elle fut autrefois soviétique, étant la première station établie par l'expédition antarctique soviétique de 1968.
En février 2016, la base reçoit la visite exceptionnelle du patriarche de Moscou Cyrille en provenance de Punta Arenas au Chili à l'occasion de son voyage en Amérique du Sud.

## Activités
La base effectue des recherches scientifiques relatives à la surveillance environnementale, géologique et a des activités de cartographie (depuis 1970). Elle s'occupe en outre de l'étude du géomagnétisme, de la glaciologie marine et terrestre (depuis 1969), de la biologie humaine (depuis 1968), de l'ionosphère, des aurores polaires (depuis 1978) et, depuis 1968, d'observations météorologiques.